# Zasada kontynuacji działania
Zasada kontynuacji działania (ang. going concern principle, going concern assumption) - nadrzędna zasada rachunkowości, zgodnie z którą zakłada się, że jednostka gospodarcza będzie kontynuowała swoją działalność w dającej się przewidzieć przyszłości oraz w niezmienionym istotnie zakresie. Przyjęcie założenia kontynuacji działalności przy sporządzeniu sprawozdania finansowego nie może być sprzeczne ze stanem faktycznym lub prawnym.
Ustawa o rachunkowości z dnia 29 września 1994 r. formułuje tę zasadę w art. 5 ust. 2:
- Przy stosowaniu przyjętych zasad (polityki) rachunkowości przyjmuje się założenie, że jednostka będzie kontynuowała w dającej się przewidzieć przyszłości działalność w niezmniejszonym istotnie zakresie, bez postawienia jej w stan likwidacji lub upadłości, chyba że jest to niezgodne ze stanem faktycznym lub prawnym. Ustalając zdolność jednostki do kontynuowania działalności, kierownik jednostki uwzględnia wszystkie informacje dostępne na dzień sporządzenia sprawozdania finansowego, dotyczące dającej się przewidzieć przyszłości, obejmującej okres nie krótszy niż jeden rok od dnia bilansowego.

Przyjęcie założenia kontynuacji działalności do sporządzenia sprawozdania finansowego umożliwia zastosowanie innych nadrzędnych zasad rachunkowości, gdyż zasada ta w swej istocie zezwala na stosowanie pozostałych zasad rachunkowości, nie zawierając innych wytycznych. Spełnienie założenia kontynuacji działalności pozwala odbiorcom sprawozdań finansowych na dokonywanie analiz i ocenę dotychczasowych wyników przedsiębiorstwa oraz przewidywanie przyszłej sytuacji finansowej na podstawie zgromadzonych danych historycznych.
Zasada kontynuacji działalności jest ściśle związana z wyceną składników majątkowych. Gdy przy sporządzaniu sprawozdania finansowego przyjmujemy, że założenie kontynuacji działania jest spełnione uzasadniona jest wycena składników bilansu na podstawie tzw. kosztów historycznych i wówczas taka wycena daje prawdziwy obraz sytuacji majątkowej i finansowej oraz wyniku finansowego.